# Comuna Crușeț, Gorj
Crușeț este o comună în județul Gorj, Oltenia, România, formată din satele Bojinu, Crușeț (reședința), Marinești, Măiag, Mierea, Miericeaua, Slămnești, Slăvuța, Urda de Jos și Văluța.

## Așezare
Comuna este situată în partea de sud-est a județului Gorj fiind tranversată de râul Amaradia. Se află la o distanță de 75 km față de Târgu Jiu, și la 35 de km, respectiv 25 de km, față de municipiul Craiova și orașul Filiași.

## Demografie
Componența etnică a comunei Crușeț
     Români (92,68%)
     Alte etnii (0,16%)
     Necunoscută (7,15%)
Componența confesională a comunei Crușeț
     Ortodocși (92,22%)
     Alte religii (0,46%)
     Necunoscută (7,32%)
Conform recensământului efectuat în 2021, populația comunei Crușeț se ridică la 3.048 de locuitori, în scădere față de recensământul anterior din 2011, când fuseseră înregistrați 3.357 de locuitori. Majoritatea locuitorilor sunt români (92,68%), iar pentru 7,15% nu se cunoaște apartenența etnică. Din punct de vedere confesional, majoritatea locuitorilor sunt ortodocși (92,22%), iar pentru 7,32% nu se cunoaște apartenența confesională.

## Istorie
La sfârșitul secolului al XIX-lea, comuna nu exista, satul Crușeț făcând parte din comuna Valea Boului, însă pe teritoriul actual al comunei, la acea vreme, existau comunele Mierea-Birnici, Slăvuța și Valea Boului (în plasa Amaradia a județului Dolj). Comuna Mierea-Birnicii era alcătuită din satele Bojinu, Crușeț, Miericeaua, Văluța de Jos și Văluța de Sus, cu o populație de 1293 de locuitori. În comună exista patru biserici și o școală mixtă frecventată de 63 de elevi. Comuna Slăvuța era alcătuită din satele Slăvuța, Marinești, Mielușei, Socoteni, Toiaga și Ulmetul, cu o populație de 2184 de locuitori. În comună funcționa șase biserici și o școală mixtă. Comuna Valea Boului era alcătuită din satele Boul de Sus (reședința), Boușorul, Crușeț, Mierea-Moșneni și Urda, având o populație de 1555 de locuitori. În comună funcționa o școală, și o biserică pentru fiecare sat.
În 1925, satul Crușeț a fost mutat în comuna Mierea-Birnicii. Conform Anuarului Socec, cele trei comune fac parte din plasa Melinești a aceluiași județ. Comuna Mierea-Birnicii avea o populație de 1810 de locuitori (în satele Bojinu, Crușeț, Crușețelu, Văluța de Jos, Văluța de Sus, Slămnești și Miericeaua), comuna Slăvuța avea o populație de 2325 de locuitori (în satele Slăvuța, Marinești, Mielușei, Socoteni și Toiaga), iar comuna Valea Boului avea o populație de 1565 de locuitori (în satele Urda, Bou de Sus, Boușoru și Mierea-Moșneni).
În 1931, după regruparea comunelor rurale și urbane, comuna Mierea-Birnicii este consemnată cu satele Crușeț, Crușețelu, Mierea, Miericeaua, Slămnești, Văluța de Jos, Văluța de Sus, comuna Slăvuța este consemnată cu satele Slăvuța, Marinești, Mielușei, Ulmet, Socoteni și Toiaga, iar comuna Valea Boului este consemnată cu satele Boul de Sus, Boușoru, Mierea-Moșneni și Urda de Jos.
În anul 1950, comunele au fost arondate raionului Filiași a regiunii Gorj, raion care doi ani mai târziu a fost arondat regiunii Craiova, și apoi (după 1960), regiunii Oltenia. Între timp, se înființează comuna Crușet, care înglobează toate satele comunelor Mierea-Birnicii și Slăvuța, iar satele Toiaga, Mielușei și Ulmet au fost transferate comunei Stoina. În aceiași perioadă este desființat satul Boul de Sus. În anul 1964, comuna Valea Boului primește numele de Stejarul iar satul Boușoru din aceiași comună primește numele de Stejerelul.
În anul 1968, comuna a fost transferată județului Gorj, în actuala structură, iar comuna Stejaru a fost desființată și inclusă în comuna Crușeț. Tot atunci, satul Văluța de Sus primește numele de Văluța, satul Stejaru primește numele de Măiag, satul Crușețel este contopit cu satul Crușeț, satul Mierea-Moșneni a fost contopit cu satul Miericeaua, satul Socoteni a fost contopit cu satul Slăvuța, satul Stejerelul a fost contopit cu satul Maiag, iar satul Văluța de Jos a fost desființat și contopit cu satul Văluța.

## Monumente istorice

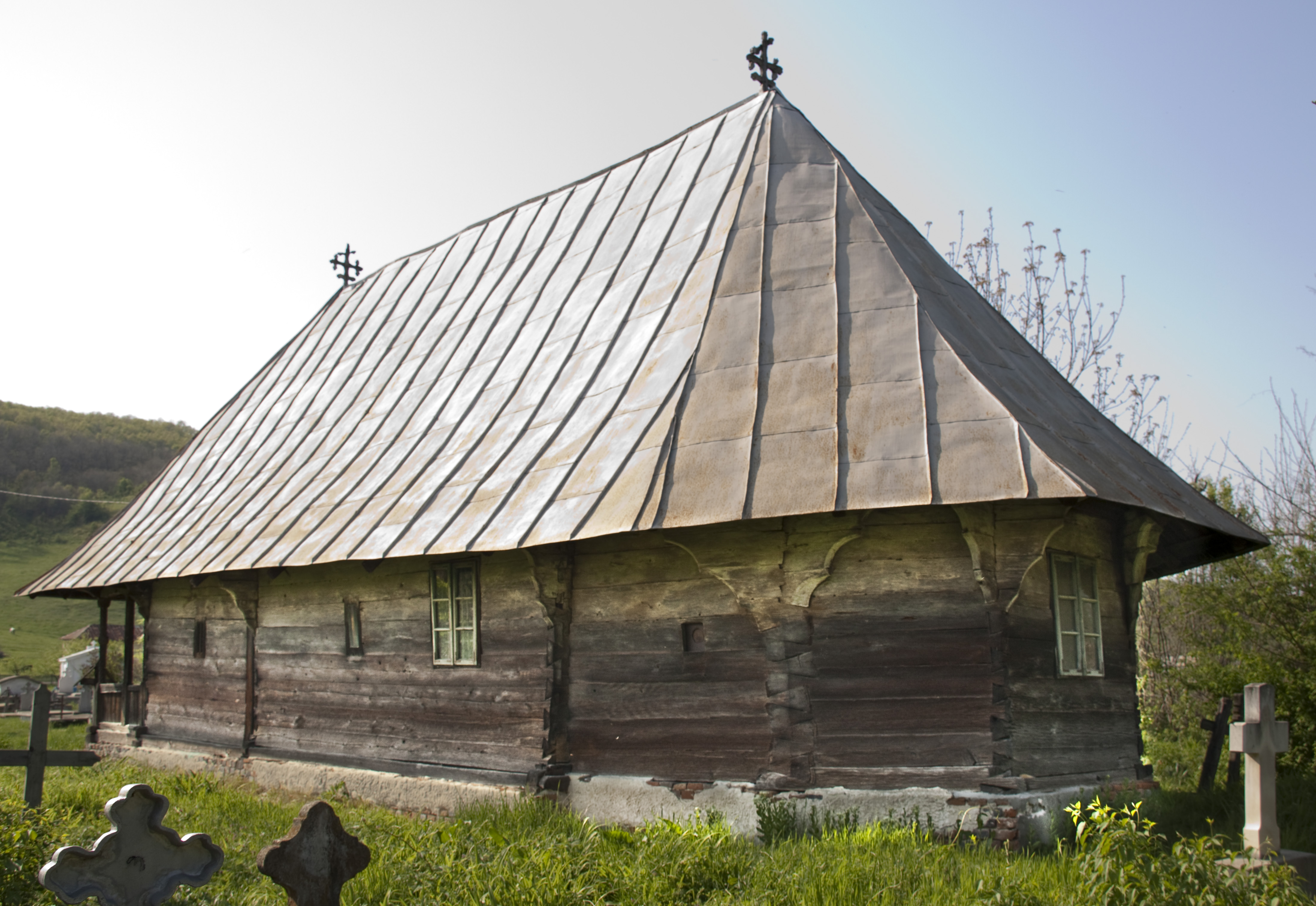
Biserica de lemn „Intrarea în Biserică” din satul Slăvuța, una dintre monumentele istorice de interes local din comuna Crușeț

Trei monumente istorice din comuna Crușet sunt incluse în lista monumentelor istorice din județul Gorj. Prima este Biserica „Sfântul Nicolae” din satul Măiag, care datează din anul 1818. Ultimele două se găsesc în satul Slăvuța. Acestea sunt: Biserica „Adormirea Maicii Domnului” cu datarea din anul 1813 și Biserica de lemn „Intrarea în Biserică” cu datarea din anul 1684.

## Politică și administrație
Comuna Crușeț este administrată de un primar și un consiliu local compus din 11 consilieri. Primarul, Teodor Godeanu[*], de la Partidul Social Democrat, este în funcție din octombrie 2020. Începând cu alegerile locale din 2024, consiliul local are următoarea componență pe partide politice:
|  | Partid                          | Consilieri | Componența Consiliului | Componența Consiliului | Componența Consiliului | Componența Consiliului | Componența Consiliului | Componența Consiliului | Componența Consiliului | Componența Consiliului | Componența Consiliului |
|  | ------------------------------- | ---------- | ---------------------- | ---------------------- | ---------------------- | ---------------------- | ---------------------- | ---------------------- | ---------------------- | ---------------------- | ---------------------- |
|  | Partidul Social Democrat        | 9          |                        |                        |                        |                        |                        |                        |                        |                        |                        |
|  | Alianța pentru Unirea Românilor | 1          |                        |                        |                        |                        |                        |                        |                        |                        |                        |
|  | Partidul Național Liberal       | 1          |                        |                        |                        |                        |                        |                        |                        |                        |                        |